# Mediterrane keuken

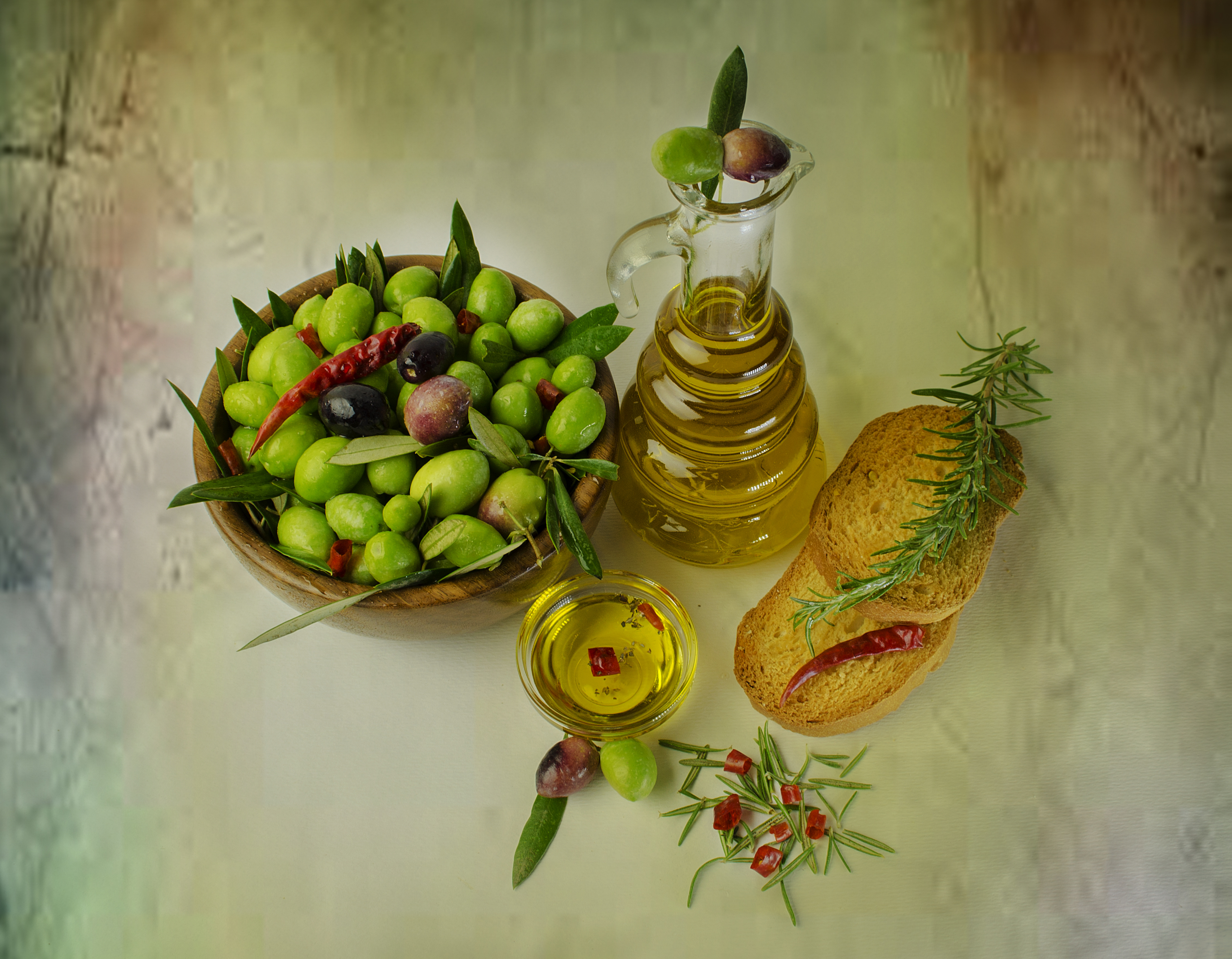
Olijfolie in een karaf met brood, chilipeper, olijven en rozemarijn

De mediterrane keuken is de keuken van het Middellandse Zeegebied en bestaat onder andere uit de tientallen verschillende keukens uit Marokko, Tunesië, Spanje, Italië, Albanië, Turkije en Griekenland en een deel van het zuiden van Frankrijk (zoals de Provençaalse keuken en de keuken van Roussillon). De Levantijnse keuken (Israël, Libanon, Palestina, Syrië), die de Cypriotische keuken sterk beïnvloed heeft, en de keukens van mediterraan Afrika (Algerije, Egypte, Libië) worden niet altijd tot de mediterrane keuken gerekend.
De traditionele keukens van deze regio's ontstonden voornamelijk door het gebruik van verse producten uit de omgeving, die bestaat uit zowel bergen (lamsvlees, varkensvlees, schapenvlees, kazen, peulvruchten, paddenstoelen et cetera) als zee (vis en zeevruchten). De mediterrane bevolking waardeert haar eigen keuken met name om de versheid en kwaliteit van de gebruikte producten en de simpelheid of puurheid van het gerecht.
De mediterrane keuken of het zogenaamde mediterrane voedingspatroon wordt beschouwd als een van de gezondste en het zou onder andere hart- en vaatziekten voorkomen. Dit komt doordat het eetpatroon vooral bestaat uit vis, olijfolie, zeevruchten, groenten, peulvruchten en mager vlees en met name door het gebruik van verse producten van hoge kwaliteit. Het gaat dan wel om het voedingspatroon van rond 1960, want daarna is dit op veel plaatsen veranderd en ongezonder geworden.
De hoofdbestanddelen van de mediterrane keuken zijn:
- groenten als aubergines, courgettes, artisjokken, knoflook en tientallen uien, lenteuien en tomaten;
- peulvruchten als kikkererwten, linzen en witte bonen;
- honderden soorten vis, onder andere zalm, tonijn, vele soorten sardienen, forel, zeetong, zeeduivel, heek en talrijke soorten die veelal geen Nederlandse naam hebben;
- vele soorten garnalen en andere schaaldieren, tientallen schelpdieren, inktvis, octopus;
- vele soorten kazen;
- vele soorten worsten;
- gedroogde ham;
- kruiden als basilicum, komijn, saffraan, tijm, peterselie, laurier, oregano of rozemarijn;
- veelvuldig gebruik van knoflook;
- verschillende soorten rijst;
- deegwaren;
- vele soorten wijn.

De mediterrane keuken is ontzettend gevarieerd en kent enorme verschillen per regio. In heel de mediterraanse omgeving bestaat de keuken namelijk uit de verschillende streekproducten.

## Lokale keukens
- Tunesische keuken
- Griekse keuken
- Italiaanse keuken
- Kroatische keuken
- Spaanse keuken
- Turkse keuken
- Franse keuken
- Algerijnse keuken
- Libanese keuken
- Marokkaanse keuken